# 下波村
下波村（したばむら）は、1958年まで愛媛県の南予地方の北宇和郡にあった村である。
宇和海に突き出した三浦半島（蔣淵半島、こもぶちはんとう）の基部西側に位置し、宇和海に面している。宇和海村（うわうみむら）の成立によって自治体としては消滅し、その後の編入合併で現在は宇和島市の一部となっている。

## 地理
宇和島市西部の三浦半島（蔣淵半島）基部の西側の地域。北灘村と権現山を境に南を接し、海岸線では蜂の巣鼻で同村と境界をなす（今日は狩津トンネルが貫通している）。三浦半島の背稜を境に遊子村及び三浦村に接する。宇和島市の中心部から約25キロメートル。（結出集落）

## 歴史
藩政期
- 当初、宇和島藩に、明暦3年から伊予吉田藩に属す。吉田藩内では北灘浦（後の北宇和郡北灘村）、蔣淵浦（後の同郡蔣淵村）とともに下三か村（しもさんかそん）と呼ばれた。枝浦として、柿之浦、東懸綱代、遊里手浦、西小島浦、下波島津、加里津浦があった。
- 文久年間に薩摩の浅井文治郎が土佐国に赴く途中当地に立ち寄り、甘藷芋を伝えたという。

明治以降
- 1889年（明治22年）12月15日 - 町村制施行時に、下波浦一村（浦）がそのまま下波村となった。
- 1958年（昭和33年）4月1日 ： 昭和の大合併に従い、蔣淵村（こもぶちむら）、遊子村（ゆすむら）、戸島村（とじまむら）、日振島村（ひぶりじまむら）の4村と合併して宇和海村を新設し、下波村は自治体としては消滅。

```
下波村の系譜
（町村制実施以前の村）（明治期）
　　　　　　　　　　　町村制施行時　　　　　昭和の合併　　　　　　　　　　平成の合併
下波浦　━━━━━　下波村　━━┓
蔣淵浦　━━━━━　蔣淵村　━━┫　（昭和33年4月1日合併）
遊子浦　━━━━━　遊子村　━━╋━━━━　宇和海村　━┓
戸島浦　━━━━━　戸島村　━━┫　　　　　　　　　　　┃
日振浦　━━━━━　日振島村　━┛　　　　　　　　　　　┃
　　　　　　　　　　　　　　　　　　　　　　　　　　　　┃
　　　　　　　　　　　　　　　　　　　　　　　　　　　　┃（昭和49年4月1日編入）
　　　　　　　　　　　　　　　　　　　　　　宇和島市━━┻━━━━━━━━┓
　　　　　　　　　　　　　　　　　　　　　　三間町━━━━━━━━━━━━╋━━宇和島市
　　　　　　　　　　　　　　　　　　　　　　吉田町━━━━━━━━━━━━┫（17年8月1日合併）
　　　　　　　　　　　　　　　　　　　　　　津島町━━━━━━━━━━━━┛

（注記）宇和島市、三間町、吉田町、津島町の平成の合併以前の系譜については、それぞれの記事を参照のこと。

```

## 地域
もとの下波浦がそのまま村になった。大字はなし。8つの集落があり、字結出（ゆいで）に役場を置いた。結出と西その隣接の島津が村の中心。

## 産業
漁業
もともと鰯網漁を中心とした漁村で、煮干として加工された。しかしながら、当村のみならず宇和海一帯の鰯の不漁によって転機を迎えた。1957年（昭和32年）頃三重県の資本により、真珠養殖導入される。ハマチ類は宇和海村になって後の1963年（昭和38年）頃導入された。
農業
自給的に甘藷芋、麦の作付けが営まれていた。特に甘藷芋の導入は村人を食糧難から救った。昭和初期までは養蚕が盛んであったが、戦後の食糧難による食糧確保の必要もあり、事実上消滅してしまった。芋畑は後にみかん園に転作された。

## 交通
海路では、当村から宇和島港へは蔣淵半島を大きく迂回する必要があり、また陸路で宇和島市内中心街へのバスが通じたのは1964年（昭和39年）の辰野トンネル開通後であり、それまでは陸の孤島に近い状態であった。

## 文化・民俗
- 島津神社 - 薩摩国の島津家と関係があると伝えられる。